# Palazzo Ghilini
Palazzo Ghilini è un edificio in stile barocco piemontese della città di Alessandria, uno dei più monumentali del suo centro storico. Deve il proprio nome al suo committente, il marchese Tommaso Ottaviano II Ghilini che lo fece edificare nel XVIII secolo. La storia della famiglia Ghilini si muove in parallelo con la storia della città di Alessandria fin dalla sua fondazione: vescovi, cardinali, letterati, capitani d'arme, diplomatici. Molte sono state le figure di rilievo che, con altre famiglie alessandrine, hanno contribuito alla crescita e lo sviluppo della città. Il palazzo Ghilini può essere considerato il punto di arrivo architettonico di un percorso cominciato molti secoli prima.

## Storia

### XVIII secolo
Il progetto è stato affidato alle cure del nipote del marchese l'architetto Benedetto Alfieri, al quale subentrò verso la metà del secolo l'architetto Giovanni Battista Gianotti. La costruzione del palazzo ebbe inizio dal corpo principale dell'edificio che venne realizzato sotto la direzione di Giuseppe Caselli e terminato nel 1732. In seguito, nel 1766, fu costruita la parte settentrionale e solo verso la metà del XIX secolo l'ala sud che si affaccia su via Parma.

### XIX secolo
Con la restaurazione della famiglia Savoia il palazzo passò allo stato divenendo palazzo Reale. E poi, nel 1869, il Consiglio Provinciale acquistò il palazzo per diventare sede del Consiglio, della Giunta, di diversi uffici amministrativi e sede della Prefettura di Alessandria.